# La virgen de la calle
La virgen de la calle (Le Chemin de l'innocence) est une telenovela vénézuélienne produite par RTI Producciones et Televisa pour le réseau UniMás aux États-Unis. Elle est diffusée entre le 3 mars 2014 et le 29 août 2014 sur Televen. Elle est diffusée sur le réseau Outre-Mer 1re en 2014-2015 et sur IDF1 en 2016-2017. Elle diffusée entre le 8 décembre 2023 et le 20 mars 2024 sur Nina Novelas.

## Synopsis
Mauricio Vega est le directeur du magazine La Verdad. Il n’a qu’une idée en tête : que sa femme, Carlota Rivas ait un fils. Or, celle-ci ne peut pas avoir d’enfant. Mauricio lui propose alors de se tourner vers une mère porteuse. Dans le cabinet du gynécologue, le chemin de Mauricio croise celui de la jeune Juana Perez, qui a tout pour elle : la beauté, l’humilité, la joie de vivre et l’ambition.
Les noms de Juana et de la mère porteuse choisie par le couple sont échangés par erreur. Juana se retrouve inséminée ainsi artificiellement avec le sperme de Mauricio ! 
Après quelques semaines, la vérité tombe : Juana attend un enfant alors qu’elle est vierge. Coup du hasard, Juana finit par travailler comme photographe pour le magazine de Mauricio avant de tomber amoureuse de son patron. Quand elle découvre que le fils qu’elle attend est celui de Mauricio, on lui fait croire qu’il s'est servi d'elle pour combler son désir d’enfant. Profondément blessée, Juana quitte Mauricio et lui demande de les oublier, elle et son bébé...et la suite

## Personnages principaux

### Juana Perez (Maria Gabriela de Faria)
C'est une belle adolescente, intelligente et douée à l'école. Elle déborde d'énergie mais a aussi un côté rebelle. Elle veut changer le monde et veut rester libre de ses actes.

### Mauricio Vega (Juan Pablo Llano)
Mauricio dirige le magazine La Verdad autrefois détenu par son père. Ce dernier est mort assassiné lorsque Mauricio avait 9 ans. C'est un homme de pouvoir, plein d'énergie et courageux. Il veut un fils à tout prix.

### Carlota Rivas (Rosanna Zanetti)
C'est une séduisante jeune femme. Elle est superficielle et est surtout intéressée à briller en société aux côtés de son mari qui lui sert de faire-valoir. Elle garde secret le fait que son grand-père ait été un trafiquant de drogue célèbre, mort dans une course-poursuite avec la police. Celui-ci serait le responsable de la mort de son père. 

### Carlos (Alexander Solozano)
C'est le rédacteur en chef de la Verdad. Il est un grand séducteur. Il aime plaire aux femmes mais c'est à la fois quelqu'un de très intelligent et de ferme.

## Distribution
- María Gabriela de Faría : Juana Pérez
- Juan Pablo Llano : Mauricio Vega
- Caridad Canelón : Azucena Pérez
- Eileen Abad : Ana María Pérez
- Marjorie Magri : Desirée Rojas
- Rosanna Zanetti : Carlota Rivas Molina de Vega
- Julie Restifo : Lucía Molina de Rivas
- Christian McGaffney : David Uzcátegui
- Nacho Huett : Humberto Rivas Molina
- Laura Chimaras : Jessika Gala
- Evelyn Cedeño : Lili
- Raúl Olivo : Manolo Pérez
- Daniel Alvarado : Ernesto Molina
- Jerónimo Gil : Salvador
- Gioia Arismendi : Enriqueta Márquez
- Prakriti Maduro : Bibi
- Laureano Olivares : Camacho
- Arán de las Casas : Willy
- Stephanie Cardone : Susana Cabrera
- Ángel Casallas : Gabriel
- Miguel de León : Rogelio Rivas
- Juan Carlos García : Alfredo Rivas Molina
- Alexander Solórzano : Carlos
- Francisco León : Francisco Rojas
- Fernanda Ruizos : Matilde del Pino
- Rolando Padilla : Rafael Tovar
- Sócrates Serrano : Alfonso
- Dylan Abreu : Juanito
- Yuliana Addaf : Teresa
- Paula Bevilacqua : Lola
- César Román : Piraña
- Luz Adriana Bustamante : Inés
- Armando Cabrera : Arsenio
- Luciano Muguerza : Kike
- Diana Marcoccia : Ligia
- Karen Pita : Daysi
- Silvana Continanza : Petra
- Gonzalo Cubero : Castillo
- Fernando da Silva : Charly
- Jhon De Agrela : Torres
- Diana Díaz : Rosa Andrade
- Cristal Avilera : Violeta Andrade
- José Leal : Nicolás
- Héctor Mercado : Pedrito

## Autres versions
Juana la Virgen (2002)
 (en anglais) Jane the Virgin (2014-2019)
 (en arabe) Miss Farah (2019-2022)